# Robert Rammer
Robert Rammer (Viena, 14 de abril de 1890 — data de morte desconhecida) foi um ciclista austríaco de ciclismo de estrada. Rammer competiu nos Jogos Olímpicos de Verão de 1912 em Londres, onde fez parte da equipe de ciclismo austríaca que terminou em sétimo lugar no contrarrelógio por equipes. Na prova de contrarrelógio individual, terminou na vigésima terceira posição.